# Baufré
Baufré feltehetően Hufu fia és egyiptomi uralkodó a IV. dinasztiában az i. e. 26. század során. 

## Uralkodása
Neve két újbirodalmi forrásban, a Westcar-papiruszon és a Vádi Hammamát egyik sziklafalán maradt fenn kártusba írva, így talán ténylegesen uralkodott, de sem más felirattal, sem régészeti lelettel nem igazolható a létezése. Esetleg azonos lehet Hórbaef vagy Babaef hercegekkel.
A Wadi Hammamat kártusba írt neve még nem bizonyítja a tényleges uralkodást, hiszen itt a helyi bányászat patrónusaként tisztelték és Dzsedefhór kártusba írt nevével együtt ez is lehetne tévedés. A listán ez az ötödik név, Hufu, Dzsedefré, Hafré és Dzsedefhór után következik, valamennyien kaptak kártust, de közülük legalább egy nem volt uralkodó. Újbirodalmi tévedés lehet, miszerint Hufu valamennyi fia és unokája király volt, és a Westcar-papirusz is ennek szellemében íródott, bár itt nincs is kártusban a név. A Westcar-papiruszon egyfajta „dekameron” olvasható, ahol Hufut fiai történetekkel szórakoztatják. A harmadik mesében jelenik meg Baufré mesélőként. Itt nagyapjaként nevezi meg Sznofrut, akiről az elbeszélés szól.
Sírjaként talán a G 7310–7320 jelű gizai dupla masztaba jelölhető meg, de a vélemények megoszlóak, sokan Babaef herceg sírjának tartják.

## Fordítás
- Ez a szócikk részben vagy egészben  a   Baufra című angol Wikipédia-szócikk ezen változatának fordításán alapul.  Az eredeti cikk szerkesztőit annak laptörténete sorolja fel. Ez a jelzés csupán a megfogalmazás eredetét és a szerzői jogokat jelzi, nem szolgál a cikkben szereplő információk forrásmegjelöléseként.
- Ez a szócikk részben vagy egészben  a   Bauefre című német Wikipédia-szócikk ezen változatának fordításán alapul.  Az eredeti cikk szerkesztőit annak laptörténete sorolja fel. Ez a jelzés csupán a megfogalmazás eredetét és a szerzői jogokat jelzi, nem szolgál a cikkben szereplő információk forrásmegjelöléseként.